# Come io mi voglio
Come io mi voglio è un saggio della giornalista e scrittrice Giulietta Rovera che raccoglie testimonianze, aneddoti e confessioni di tre categorie di donne, l'indipendente, la moglie, la partner e traccia un percorso storico ben preciso mostrando come è cambiato il costume e come è possibile oggi, per la donna, realizzarsi nell'attività creativa, professionale e letteraria che, una volta, era riservata solamente agli uomini.
Il libro (che ha il sottotitolo Trenta donne si raccontano) riporta una prefazione di Giovanni Russo ed è diviso in cinque parti: La donna indipendente - Oggi, La moglie - Oggi, La partner - Oggi, La donna indipendente - Ieri, La moglie - Ieri.
Le protagoniste del libro parlano in prima persona ed ogni intervista è un racconto nel quale al colloquio si alterna la descrizione dell'ambiente e lo sfondo psicologico.
La storia di queste donne rispecchia l'evoluzione della società italiana e il motivo che ispira tutto il libro è il modo in cui, alla donna, è diventato fattibile realizzarsi in quelle attività dalle quali, una volta, era esclusa.
Vengono rappresentate tutte quelle situazioni nelle quali la donna viene a trovarsi nei confronti dell'uomo, che sia il marito, il partner, il compagno e in che modo essa subisce una preminenza che l'ostacola oppure come riesce a combattere per affermare la propria autonomia.
L'autrice ascolta le donne intervistate e indaga nelle loro biografie riuscendo a cogliere i tratti più interessanti di questi personaggi femminili.
Viene così affrontato il tema del rapporto di coppia e di come il cambiamento di ruolo della donna, da quello di madre e di moglie a quello di donna che svolge un'attività al di fuori delle mura domestiche, ne abbia trasformato la fisionomia.
I trenta ritratti di donne tracciati da Giulietta Rovera, tra i quali quello di Dacia Maraini, Maria Corti, Virginia Woolfe, Maria Callas colpiscono per l'acutezza dell'indagine psicologica e ci rivelano anche particolari inediti sui loro compagni, da Lev Tolstoj a Mann, da Dalí a Bertolt Brecht, da Picasso a Nabokov, da Eugenio Montale a Giuliano Ferrara.

## Edizioni
- Giulietta Rovera, Come io mi voglio, Editori Riuniti, 2005,  p. 271, ISBN 88-359-5617-X.